# Giacomo Salomoni
Fra' Giacomo Salomoni, o Jacopo Salamon (Venezia, 1231 – Forlì, 31 maggio 1314), è stato un presbitero italiano dell'Ordine dei frati predicatori, poi beatificato.

## Biografia

Stemma Salamon

Nato a Venezia nel 1231 da antica famiglia patrizia (i Salamon, chiamati talvolta anche Salomon o Salomoni), entrò nell'Ordine dei frati predicatori all'età di 17 anni. Asceta e mistico, è ricordato per aver raggiunto varie volte lo stato di estasi ed aver pronunciato profezie. Visse per 45 anni nel convento di Forlì, città nella quale è stato a lungo venerato come patrono, ed ebbe il soprannome di "padre dei poveri".
È noto anche per il fatto che, dopo l'assassinio di Pietro da Verona, uno degli attentatori, Carino Pietro da Balsamo, l'uccisore effettivo, pentitosi del gesto e recatosi presso il convento dei domenicani di Forlì, ebbe il beato Giacomo Salomoni come padre spirituale ed in seguito morì in fama di santità. Carino, il cui corpo fu conservato nella cattedrale di Forlì fino al 1964, prima di essere trasferito nella chiesa di San Martino in Balsamo, ha oggi il titolo di beato.
Giacomo Salomoni, dopo la sanguinosissima battaglia di Forlì del 1282, si segnalò fra i più solerti nel pietoso ufficio della sepoltura dei molti cadaveri, per lo più di francesi.

## Culto

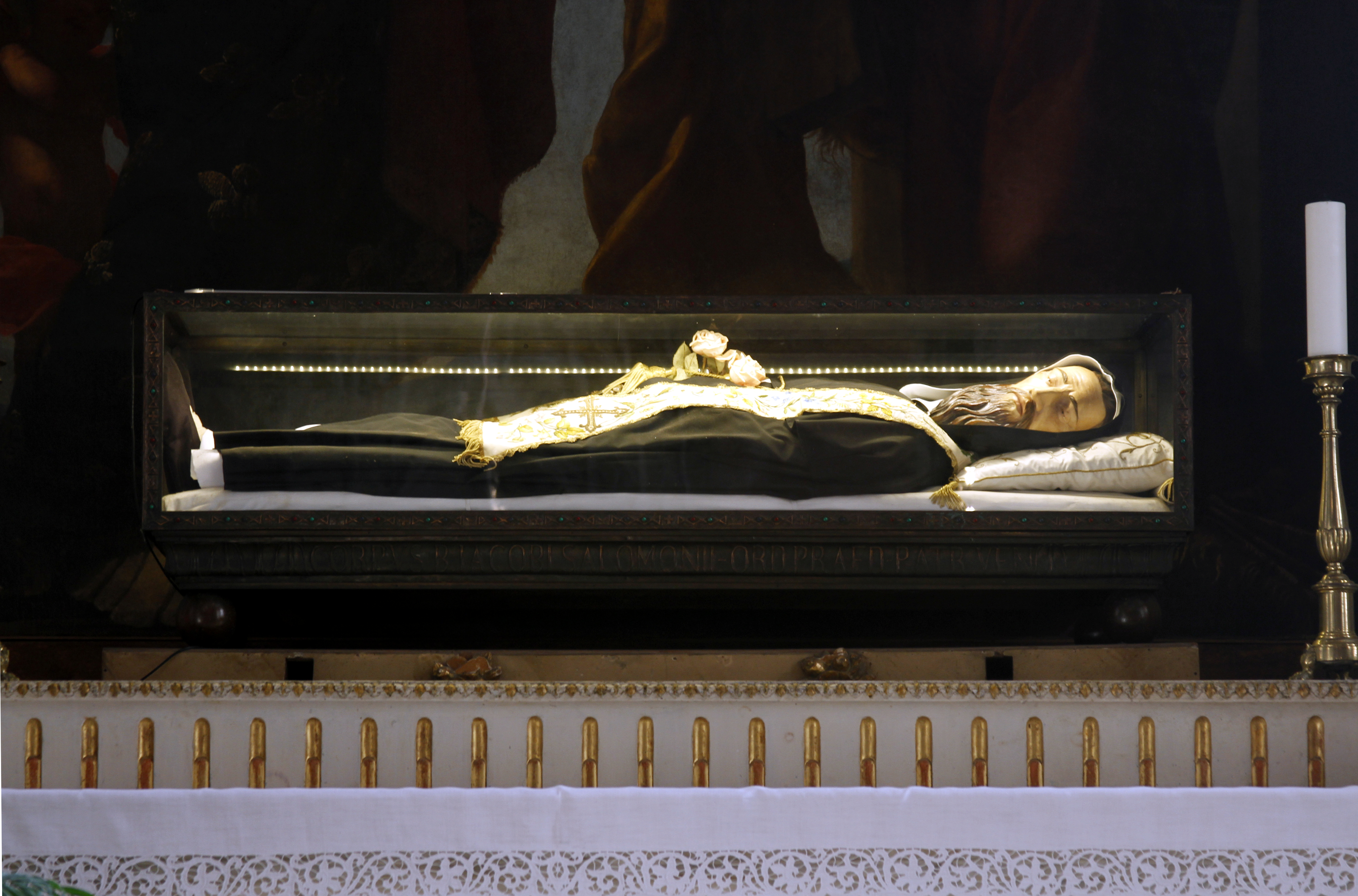
Il corpo del Beato Giacomo da Venezia nella basilica dei San Zanipolo.

Benché la bellissima urna funebre dove riposò a lungo sia ancora visibile nella Pinacoteca civica di Forlì, dal 1939 il suo corpo è conservato a Venezia, nella chiesa dei Santi Giovanni e Paolo.
È ricordato il 31 maggio.
Nella tavola detta delle Effigi domenicane in Santa Maria Novella, è raffigurato in prima fila, come secondo da sinistra.
Il 25 gennaio 1525, papa Clemente VII concesse un indulto ai Domenicani del convento di Forlì per celebrare la messa del beato Giacomo Salomoni ogni volta che, durante l'anno, la loro devozione li spingesse a farlo. Questo indulto è considerato importante nella storia delle celebrazioni ecclesiastiche, tanto da risultare come il più antico citato da papa Benedetto XIV nel documento De canonizatione.
Al beato Jacopo Salamon è intitolato un oratorio settecentesco nel paese trevigiano di Ponzano Veneto, fatto costruire dai discendenti dell'omonima famiglia veneziana, all'interno del quale è conservata una pala d'altare raffigurante la Vergine col Bambino, sant'Antonio di Padova e il beato Jacopo.

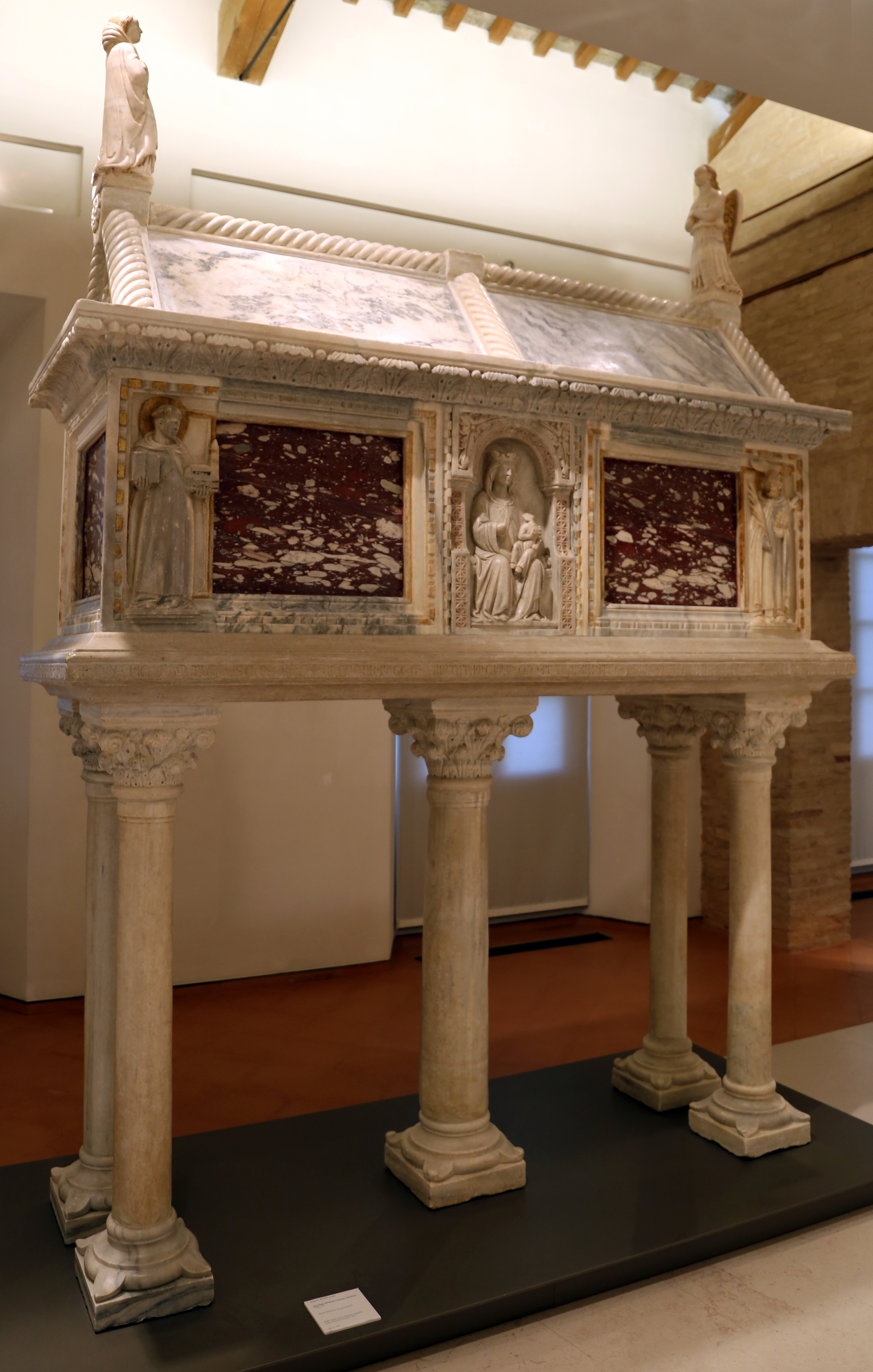
Sarcofago del beato Giacomo Salomoni nel museo di Forlì